# Мрачковський Уберт Валерійович
Убе́рт Вале́рійович Мрачко́вський — старший солдат 8-го окремого полку спеціального призначення Збройних Сил України, учасник російсько-української війни.

## З життєпису
У 2006 році був призваний на строкову військову службу до 80 оаемп.
В 2014 році брав участь у боях за Савур-Могилу у складі 51 ОМБр. В ході боїв з наявних 12 танків — залишилося 2, один із них їздив, але не стріляв, другий стріляв — але не їздив; з 36 БМП — лишилося 4 боєздатних. Був поранений, проте після одужання — повернувся на фронт.
Брав участь у боях за Дебальцеве у складі 128 ОГШБр.
В подальшому проходив військову службу на посаді снайпера підрозділу у складі 8 ОПспП.
Загинув 19 листопада 2021 року від поранень під час обстрілу з боку російських найманців в районі с. Причепилівки на Луганщині.
Залишилися дружина та двоє дітей.

## Нагороди
За особисту мужність, сумлінне та бездоганне служіння Українському народові, зразкове виконання військового обов'язку відзначений — нагороджений:
- орденом «За мужність» ІІІ ступеня (03.11.2015)[2].

За особисту мужність і самовіддані дії, виявлені у захисті державного суверенітету та територіальної цілісності України, зразкове виконання військового обов'язку —
нагороджений:
- орденом «За мужність» ІІ ступеня (посмертно) (21.11.2021)[3].